# Озборн (Мисури)
Озборн (енгл. Osborn) град је у америчкој савезној држави Мисури.

## Демографија
По попису из 2010. године број становника је 423, што је 32 (-7,0%) становника мање него 2000. године.
| Група             | 2000.       | 2010.       |
| Белци             | 449 (98,7%) | 414 (97,9%) |
| Афроамериканци    | 1 (0,2%)    | 0 (0,0%)    |
| Азијати           | 0 (0,0%)    | 0 (0,0%)    |
| Хиспаноамериканци | 2 (0,4%)    | 5 (1,2%)    |
| Укупно            | 455         | 423         |